# Dainese
Dainese és un fabricant italià d'equip de protecció per al motociclisme i roba esportiva. Fundada el 1972 per Lino Dainese i establerta a Molvena, Itàlia. L'activitat va començar amb la producció de pantalons de pell per a motocròs. Ara com ara, ofereix roba i complements per a motociclisme, esports d'estiu i esports d'hivern. La companyia va comprar l'any 2007 l'empresa AGV fabricant de cascs.
Dainese, ha vestit pilots de gran renom, com és el cas de Dieter Braun -primer pilot amb la marca Dainese-, Giacomo Agostini, Kenny Roberts, Max Biaggi, Valentino Rossi, Dani Pedrosa -fins al 2006- i Jorge Lorenzo -fins al 2010-.